# De aartsengel Gabriël (Zurbarán)
De aartsengel Gabriël (Frans: L'ange Gabriel) is een schilderij van Francisco de Zurbarán. Hij schilderde dit kwalitatief hoogstaande portret van Gabriël waarschijnlijk na 1634. Sinds 1852 maakt het deel uit van de collectie van het Musée Fabre in Montpellier.

## De aartsengel Gabriël
In het christendom, de islam en het jodendom vervult de aartsengel Gabriël de rol van boodschapper van God. Het bekendste voorbeeld hiervan is de aankondiging van de geboorte van Jezus aan Maria in het Evangelie volgens Lucas. In de beeldende kunsten is Gabriël daarom vrijwel altijd te zien op een voorstelling van de annunciatie. Schilderijen waarop de aartsengel alleen figureert zijn zeldzaam. Het schilderij in Montpellier is het enige voorbeeld ervan in het oeuvre van Zurbarán.

## Voorstelling
Zurbarán schilderde Gabriël als een jongetje dat naar voren loopt terwijl zijn blik naar boven gericht is. In zijn linkerhand houdt hij een staf vast, symbool van de boodschapper, met op het uiteinde een kruis met de letters M (van Maria) en AV (van Ave Maria, de woorden waarmee de aartsengel Maria begroette). Wellicht modelleerde de schilder zijn Gabriël naar een van de koorjongens die deelnamen aan de uitbundige processies op Sacramentsdag (Corpus Christi) in Sevilla. Het gewaad van de engel, gemaakt van witte, roze en mauve stof, bijeengehouden door gouden juwelen, is door Zurbarán prachtig weergegeven. Ook het engelachtige, maar allerminst stereotiep gezichtje omgeven door gouden krullen is bijzonder geslaagd en dit maakt De aartsengel Gabriël een uitmuntend voorbeeld van de stijl van de schilder.
Op de achtergrond zijn wat bomen en een stormachtige lucht te zien. Het is zeer waarschijnlijk dat een schilderij van Andreas, dat dezelfde afmetingen en dreigende achtergrond heeft, de pendant van De aartsengel Gabriël was. Dit paar drukte de tegenstelling uit tussen religieus begrip door reflectie bij de oude Andreas en direct door God ingegeven wijsheid bij de jonge Gabriël.

## Herkomst
Er zijn sterke aanwijzingen dat dit schilderij afkomstig is uit het college van Santo Tomás in Sevilla. Deze religieuze school van de dominicanen werd aan het begin van de zestiende eeuw door de aartsbisschop van Sevilla opgericht. Delen ervan waren voor buitenstaanders niet toegankelijk, waardoor beschrijvingen ontbreken. Tijdens de Franse bezetting werden veel kloosters opgeheven en in 1810 kreeg maarschalk Soult het werk in bezit. Na zijn dood werd het in mei 1852 gekocht door het Musée Fabre voor 1.540 frank.

## Afbeelding

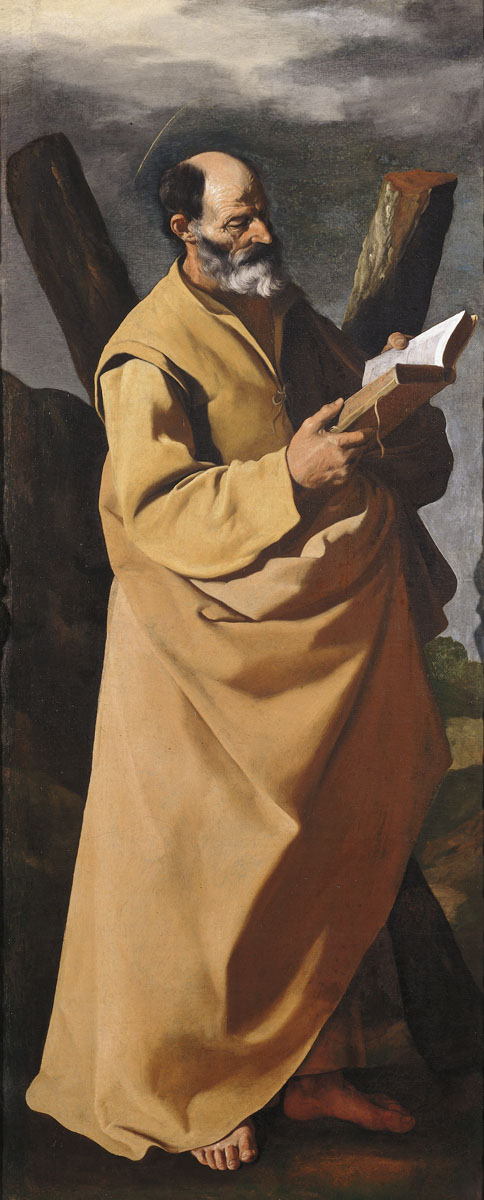
De heilige Andreas